# شهرستان بابلسر
شهرستان بابُلسَر از شهرستان‌های استان مازندران در ایران است. مرکز این شهرستان شهر بابلسر است.

در گذشته بابلسر بخش شمالی شهرستان بابل بود که بنا به تصمیمات حکومتی و اقدامات نماینده مجلس وقت حوزه انتخابی بخش بندپی غربی و بابلسر (در آن زمان شهرستان بابل دو حوزه انتخابی مجزا داشت، یکی حوزه انتخابی شهرستان بابل و دیگری حوزه انتخابی بخش بندپی غربی و بابلسر)، محمد مجدآرا، از آن جدا شد.
مردم این شهرستان به زبان‌های مازندرانی و فارسی صحبت می‌کنند.
دانشگاه مازندران هم که یکی از دانشگاه‌های معتبر در سطح کشور به‌شمار می‌رود در این شهر قرار دارد.

## جمعیت
جمعیت این شهرستان برپایه سرشماری نفوس و مسکن سال ۱۳۹۸، ۱۵۰٬۲۲۳ تن بوده که متشکل از ۸۹٬۵۶۷ خانوار است.

## تقسیمات کشوری
- بخش مرکزی شهرستان بابلسر
  - دهستان ساحلی
  - دهستان بابلرود

شهر: بابلسر
- بخش بهنمیر
  - دهستان بهنمیر
  - دهستان عزیزک

شهر: بهنمیر
- بخش رودبست
  - دهستان پازوار
  - دهستان خشکرود

شهر: هادی شهر